# Un drame d'amour sous la Révolution
Pour plus de détails, voir Fiche technique et Distribution.
Un drame d'amour sous la Révolution (A Tale of Two Cities) est un film américain réalisé par Frank Lloyd, sorti en 1917.

## Synopsis
Pendant la Révolution française, un avocat britannique prend courageusement la place d'un aristocrate français condamné à être guillotiné.

## Fiche technique
- Titre : Un drame d'amour sous la Révolution
- Titre original : A Tale of Two Cities
- Réalisation : Frank Lloyd
- Scénario : Frank Lloyd d'après le roman Le Conte de deux cités de Charles Dickens
- Photographie : William C. Foster et George Schneiderman
- Pays de production : États-Unis
- Format : Noir et blanc - 1,33:1 - Film muet
- Genre : drame
- Date de sortie : 1917

## Distribution
- William Farnum : Charles Darnay / Sydney Carton
- Jewel Carmen : Lucie Manette
- Charles Clary : Marquis St.Evenmonde
- Herschel Mayall : Jacques Defarge
- Rosita Marstini : Madame Therese Defarge
- Josef Swickard : Dr Alexandre Manette
- Ralph Lewis : Roger Cly
- William Clifford : Gabelle
- Willard Louis : Mr CJ Stryver
- Florence Vidor : Mimi
- Margaret Dumont : Aristocrate (non créditée)
- James Morrison (non crédité)